# Academia Europaea
A Academia Europaea é uma organização científica não governamental europeia, fundada em 1988. Seus membros são cientistas e acadêmicos que em conjunto tem por objeto promover a aprendizagem, a educação e a pesquisa. Publica a revista European Review através do Cambridge Journals.

## Formação
Em um encontro preparatório, que ocorreu em junho de 1986 sob auspícios da Royal Society em Londres, Arnold Burgen do Reino unido, Hubert Curien da França, Umberto Columbo (1927–2006) da Itália, David Magnusson (1925–2017) da Suécia, Eugen Seibold da Alemanha e Ruud van Lieshout (* 1924) dos Países Baixos chegaram à conclusão, como representantes de seus países, que era hora de fundar uma sociedade científica europeia.
Em setembro de 1988 a sociedade foi fundada em um encontro em Cambridge, que foi chamada inicialmente de European Academy of Sciences, Humanities and Letters. Seu primeiro presidente foi Arnold Burgen. o primeiro encontro geral ocorreu em junho de 1989 em Londres. Nesta época a sociedade tinha 627 membros. O objetivo da sociedade é, dentre outros, aprimorar e incentivar o entendimento das ciências para o público. A sede atual da sociedade é em Londres.

## Atividades
A Academia Europaea organiza dentre outros encontros anuais, que versam sobre um tema geral. O encontro de 2006 em Budapeste teve o tema 'Brain, Mind & Matte. O encontro anual de 2012 na cidade norueguesa de Bergen teve o tema Northern Seas – The European Dimension. O tema do encontro anual de 2015 em Darmstadt foi Symbiosis – Synergy of Humans & Technology.

## Associação
A associação à academia ocorre mediante convite a cientistas europeus após sugestão de um comitê de especialistas. A eleição é confirmada pelo conselho da sociedade. Em 2014 a sociedade tinha cerca de 3 mil membros, entre eles 54 laureados com o Nobel.

## Publicações
A Academia Europaea publica desde 1993 dentre outros o periódico "European Review", com quatro exemplares por ano.

## Presidentes
- Arnold Burgen (1988–1994)
- Hubert Curien (1994–1997)
- Stig Strömholm (1997–2002)
- Jürgen Mittelstraß (2002–2008)
- Lars Walløe (2008–2014)
- Sierd Cloetingh (desde 2014)

## Condecorações e prêmios
A academia concede as seguintes condecorações
- Medalha Erasmus
- The Gold Medal of the Academia Europaea
- The Russia Prizes
- The Burgen Scholarships